# Coelioxys missionum
Coelioxys missionum là một loài Hymenoptera trong họ Megachilidae. Loài này được Holmberg mô tả khoa học năm 1888.